# عاطف طنطاوي
عاطف طنطاوي (10 سبتمبر 1950 - 9 مارس 2018) هو ممثل مصري.

## حياته ونشأته
ولد في المحلة بمحافظة الغريبة 10 سبتمبر 1950، حصل علي درجة البكالوريوس في المعهد العالي للخدمة الاجتماعية بالقاهرة، عمل في وزارة التعليم العالي وتولى قسم الفنون المسرحية.

## مسيرته
أحب الشهرة منذ طفولته وكان يتمنى أن يكون مشهورا في مدينته المحلة حاول لعب كرة القدم واختار حراسة المرمى لكنه فشل بدأ حب للتمثيل في مرحلة الإعدادية وشارك في مسرحيات بالمدرسة بداية مسيرته الفنية في منتصف السبعينيات اشتهر بتقديم دور رجل المباحث في المسلسلات التليفزيونية. قابل الفنان الراحل نجاح الموجي بالصدفة، كان يدرس معه في المعهد العالي للخدمة الاجتماعية وأصبحوا أصدقاء مقربين، ساعده الموجي في كل المجالات الفنية بسبب خجول طنطاوي، ويعتبره طنطاوي صاحب الفضل الأول لشهرته. كانت البداية اكتشفه علي يد المخرج إسماعيل عبد الحافظ، وعمل في أول الأمر مسلسل ليالي الحلمية في كل أجزائها، وبدأ من خلاله تجسيد شخصية رجل المباحث التي اشتهر بها.
عند مشاركته في مسلسل العائلة، شاهده المخرج يحيى العلمي، وأُعجب بدوره ورشحه لدور بطولة في مسلسل الزيني بركات، وأرسل له السيناريو الخاص بشخصية، ولكن طنطاوي قرر الاعتذار عنه نظرًا لقوة الدور، لكنه وافق عليه بعد تفكير، وقدم الدور وحقق نجاحًا كبيرًا. عُرض عليه مسلسل القرين مع الفنان محمود ياسين لكنه هو وصناع العمل لم يتفقوا، لكن ياسين أصر على أن يقدم طنطاوي الدور.
تولى منصب رئيس فريق التمثيل للمعاهد العليا وأخرج عدد كبير من المسرحيات، وفي إحدى المسرحيات التي تُدعى الرهائن، والتي تطلبت وجود شاب وسيم بدأ طنطاوي يبحث عن وجه جديد وبالفعل وقع اختياره على أحد الشباب الذي كانت لديه رهبة في البداية ورفض الدور، لكن طنطاوي أقنعه وبالفعل قدم الدور، وكان هذا الفنان هو هشام عبد الله، والذي اكتشفه طنطاوي.
لقب طنطاوي «فسوخة» أي عمل يقدمه، حيث شارك في العديد من الأعمال.

## أعماله[9]
شطرنج ج3
2016 - مسلسل
رضوان
سلسال الدم ج2
2015 - مسلسل
مراد الدرمللي
شطرنج ج2
2015 - مسلسل
رضوان
كيكا على العالي
2014 - مسلسل
الصقر شاهين
2013 - مسلسل
ابن ليل
2012 - مسلسل
سيدنا السيد
2012 - مسلسل
كاريوكا
2012 - مسلسل
عبد المنعم الخادم
الزناتي مجاهد
2011 - مسلسل
مسألة كرامة
2011 - مسلسل
إغتيال شمس
2010 - مسلسل
أكتوبر الآخر
2010 - مسلسل
بيت الباشا
2010 - مسلسل
طوق نجاة
2010 - مسلسل
الأدهم
2009 - مسلسل
الرحايا حجر القلوب
2009 - مسلسل
المصراوية ج2: في الريف والبنادر
2009 - مسلسل
حدف بحر
2009 - مسلسل
لو كنت ناسي
2009 - مسلسل
بعد الفراق
2008 - مسلسل
بلطية العايمة
2008 - فيلم
مدير الأمن
رمانة الميزان
2008 - مسلسل
ضيف شرف
شرف فتح الباب
2008 - مسلسل
عدّى النّهار
2008 - مسلسل
ناصر
2008 - مسلسل
محمود فهمي النقراشي
المصراوية ج1: الفجر في بشنين
2007 - مسلسل
صرخة أنثى
2007 - مسلسل
كشكول لكل مواطن
2006 - مسلسل
أحلام في البوابة
2005 - مسلسل
الظاهر بيبرس
2005 - مسلسل
بنت من شبرا
2004 - مسلسل
عفاريت السيالة
2004 - مسلسل
بلطجي من عصابة الطلياني
كناريا وشركاه
2003 - مسلسل
الساحر
2002 - فيلم
أبو فرحة
قاسم أمين
2002 - مسلسل
عائلة الحاج متولي
2001 - مسلسل
نجيب
خيال الظل
2000 - مسلسل
زيزينيا ج2: الليل والفنار
2000 - مسلسل
السرادي
أم كلثوم
1999 - مسلسل
حارة المعروف
1998 - مسلسل
الحاوي
1997 - مسلسل
أهالينا
1997 - مسلسل
اللواء عاطف
حلم الجنوبي
1997 - مسلسل
بريق في السحاب
1996 - مسلسل
نصف ربيع الآخر
1996 - مسلسل
الخروج من المأزق
1995 - مسلسل
الزيني بركات
1995 - مسلسل
الشهاب الحلوي
حديقة الصغار
1995 - مسلسل
لحم رخيص
1995 - فيلم
أبو لؤي
ليالي الحلمية ج5
1995 - مسلسل
شرابي
أرابيسك: أيام حسن النعماني
1994 - مسلسل
السقوط في الهاوية
1994 - مسلسل
الشراقي
1994 - مسلسل
الطوفان
1994 - مسلسل
العائلة
1994 - مسلسل
الضابط محسن
عزبة القرود
1994 - مسلسل
مكان فوق السحاب
1994 - سهرة تليفزيونية
الطريد
1993 - مسلسل
امرأة تدفع الثمن
1993 - فيلم
درس العمر
1993 - مسلسل
ذئاب الجبل
1993 - مسلسل
زناتي
قشتمر
1993 - مسلسل
لصوص خمس نجوم
1993 - فيلم
محمد رسول الله إلى العالم
1993 - مسلسل
السوق
1992 - مسلسل
العرضحالجي
1992 - مسلسل
حمدان
أم العريف
1992 - مسلسل - فوازير
ليالي الحلمية ج4
1992 - مسلسل
شرابي
شموع لا تنطفئ
1991 - مسلسل
وداعا يا ربيع العمر
1991 - مسلسل
ولكنّه الحبّ
1991 - مسلسل
الوسية
1990 - مسلسل
ليالي الحلمية ج3
1990 - مسلسل
شرابي
أبرياء ولكن
1989 - مسلسل
الماضي يأتي غدًا
1989 - مسلسل
حدث في بيت القاضي
1989 - مسلسل
ليالي الحلمية ج2
1989 - مسلسل
شرابي
ألف وجه للحقيقة
1988 - سهرة تليفزيونية
اللقاء الثاني
1988 - مسلسل
حياتي
1988 - برنامج
اذكياء ولكن
1987 - مسلسل
ألف ليلة وليلة: الثلاث بنات (كريمة وحليمة وفاطيمة)
1987 - مسلسل
مرجان
رفاعة الطهطاوي
1987 - مسلسل
سلطان العلماء
1987 - مسلسل
رئيس الطبلخانة
شاهد إثبات
1987 - فيلم
عشماوي
1987 - فيلم
مدير المباحث
ليالي الحلمية ج1
1987 - مسلسل
شرابي
الأنصار
1986 - مسلسل
ألف ليلة وليلة: وردشان وماندو
1986 - مسلسل - فوازير
مرجان
ليلة طويلة
1986 - سهرة تليفزيونية
القط أصله أسد
1985 - فيلم
السبّاك
حكاية في كلمتين
1985 - فيلم
حلم رجل بسيط / البديل
1985 - مسلسل
علي الزيبق
1985 - مسلسل
قطار العمر السريع
1985 - سهرة تليفزيونية
محطة الأنس
1985 - فيلم
خلف
محمد رسول الله ج5
1985 - مسلسل
وأدرك شهريار الصباح
1985 - مسلسل
ضابط مباحث
السنين
1984 - مسلسل
لمن يهمه الأمر
1984 - مسلسل
من قصص القران الكريم
1984 - مسلسل
إضراب المجانين
1983 - فيلم
فؤاد معوض - رئيس المباحث
خط عرض 43
1983 - مسلسل
فطوطة: الأفلام
1983 - مسلسل - فوازير
مسافرون
1983 - مسلسل
الكابتن
الجسر
1982 - مسلسل
أبواب المدينة ج1
1981 - مسلسل
مدير الإنتاج
الأبرياء
1981 - مسلسل
الفتوحات الإسلامية
1981 - مسلسل
عاشقة الوهم
1981 - فيلم
حسين
المجهول بلا عنوان
1980 - مسلسل
اليتيم والحب
1980 - مسلسل
حسابي مع الأيام
1980 - مسلسل
موعد مع الخوف
1980 - مسلسل
الثعلب
1979 - مسرحية
طيور بلا أجنحة
1979 - مسلسل
عيون تعرف الحقيقة
1979 - مسلسل
لا يا ابنتي العزيزة
1979 - مسلسل
الغضب / وراء المجهول
1978 - مسلسل
القرين
1978 - مسلسل
ضابط
ريش على مافيش
1978 - مسلسل
شاهد اثبات
1978 - مسلسل
على هامش السيرة
1978 - مسلسل
أبو قحافة
موال الغضب
1978 - مسلسل
أحمد جابر
العذاب امرأة
1977 - فيلم
قلوب فقدت الحب
1977 - مسلسل - سباعية
نجم الموسم
1977 - مسلسل
الشاطر حسن
1976 - مسلسل
النداهة
1975 - فيلم
أحمد - زوج عليه
على ورق سيلوفان
1975 - فيلم
صحفي
القضبان
1974 - مسلسل
الفرخة اتكلمت
1971 - مسلسل
النجمة (الكنز)
1971 - مسلسل
حكاية مصرية / محمود بيرم التونسي
1971 - مسلسل
أبو زيد والناعسة
0 - مسلسل
الانسان والامل
0 - سهرة تليفزيونية
الخروج من الشرنقة
0 - مسلسل - تمثيلية
الكنز
0 - سهرة تليفزيونية
حدود الله
0 - مسلسل
رجل لهذا الزمان
0 - مسلسل
رحلة المعرفة
0 - مسلسل
شروق بلا غروب
0 - مسلسل
صحة وعافية
0 - برنامج
ضمير امرأة
0 - سهرة تليفزيونية
عجيبة
0 - سهرة تليفزيونية
محمود الإسناوي
واحدة بواحدة
0 - مسلسل - اذاعي
وتبقى الأرض دائما
0 - مسلسل

## وفاته
توفي في 9 مارس 2018 بمحل سكنه بحي الهرم، وكانت صلاة الجنازة عقب صلاة العصر من مسجد الرحمة بالهرم.